# Sint-Markuskerk (Ukkel)

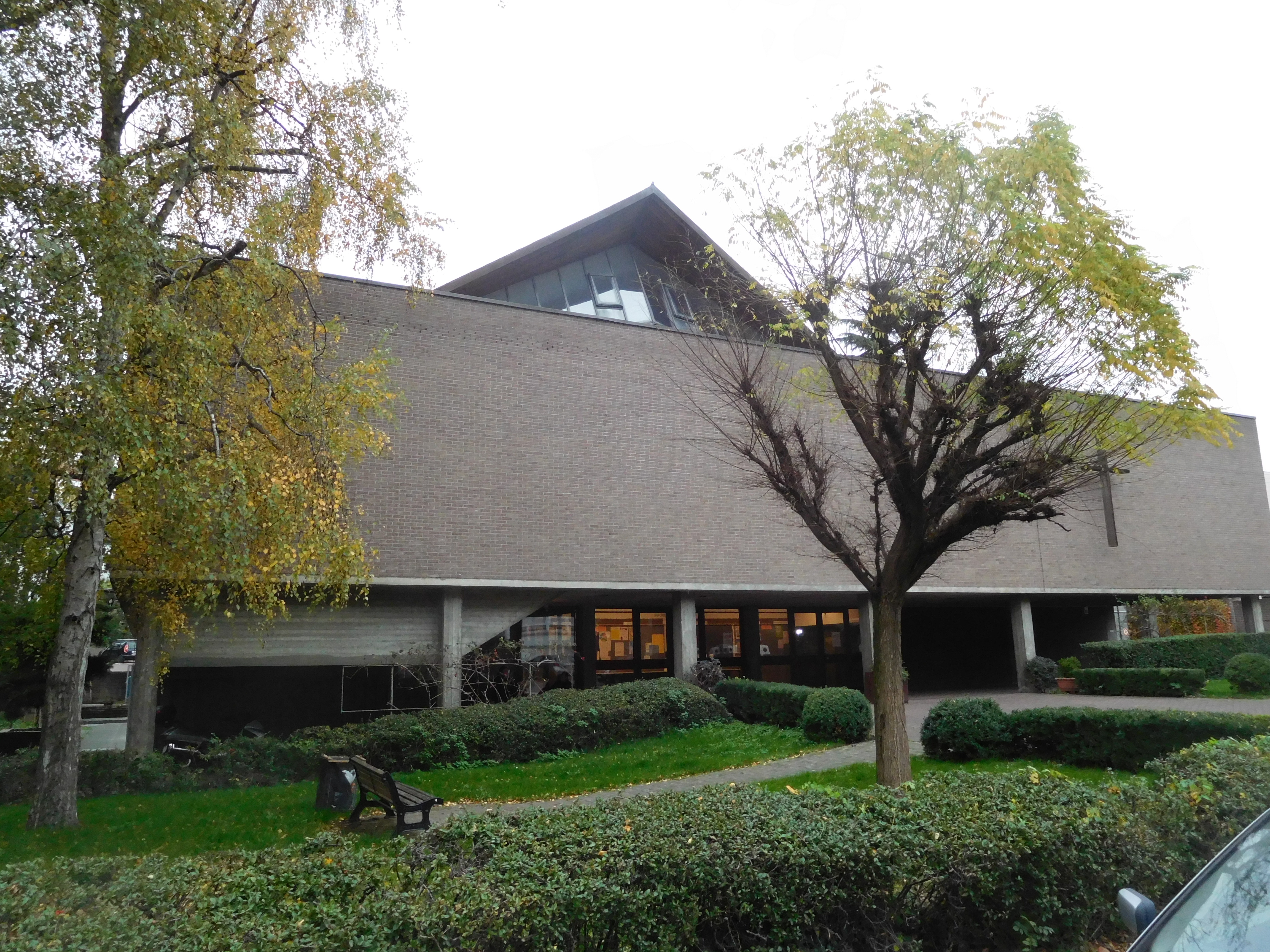
De Sint-Markuskerk, te Ukkel

De Sint-Markuskerk (Frans: Église Saint-Marc) is een kerkgebouw en zalencomplex in de Belgische gemeente Ukkel in het Brussels Hoofdstedelijk Gewest. De kerk staat aan de De Frélaan 76 in het noordoosten van de gemeente Ukkel.
De kerk is gewijd aan Johannes Marcus.

## Geschiedenis
Op 6 juni 1970 werd de kerk ingehuldigd.
In 2002 werd het gebouw gerenoveerd.

## Gebouw
Het bakstenen gebouw is opgetrokken op een vierkant grondplan en heeft een opvallende dakconstructie. De dakconstructie bestaat uit vier vlakken die naar het midden van het dak omhoog welven. De voorste twee dakvlakken welven minder hoog op waardoor er tussen de voorste twee dakvlakken en de achterste twee dakvlakken een tussenruimte bestaat die dichtgemaakt is met een glazen wand.